# Carissa Norsten
Carissa Norsten est une joueuse canadienne de rugby à sept née le 7 novembre 2003 à Waldheim, en Saskatchewan.

## Biographie
Elle a remporté avec l'équipe du Canada la médaille d'argent du tournoi féminin des Jeux olympiques d'été de 2024, organisés à Paris.